# The Soldier Thread
The Soldier Thread war eine Indie-Rock-/Alternative-Rock-Band aus Austin, Texas, USA.

## Geschichte
Gegründet wurde The Soldier Thread im Jahr 2007 und bestand aus den Musikern Todd Abels (Backgroundgesang, Gitarre, Keyboard), Justin McHugh (Backgroundgesang, Keyboard, Gitarre), Patricia Lynn (Gesang, Violine, Keyboard), Drew Vandiwer (Schlagzeug) und Chance Gilmore (Bass).
Bereits kurz nach der Gründung begann die Band Konzerte im Umfeld von Austin zu geben. Es folgten später Konzerte in ganz Texas. Mit dem Produzenten Dwight Baker arbeitete die Gruppe an ihrem Debütalbum In Spades, welches 2010 erschien.
Die Gruppe war Finalist beim Spin Magazine Contest „Hot Pursuit“, sodass ihre Musik bei MTVs The Real World: Hollywood gespielt wurde.
Patricia Lynn´s Beziehungen zu Blue-October-Sänger Justin Furstenfeld verhalf ihr, als Gastmusikerin in deren am 16. August 2011 erschienenen Album Any Man in America mitzuwirken. Dort sang sie ein Duett im Schlusslied The Follow Through.
Ihr Song Anybody, wo auch der aus Austin stammende Rapper Zeale zu hören ist, wurde auf KROX FM während der Sendung 101X gespielt.
Im Mai 2011 tourte die Gruppe erstmals auf nationaler Ebene. Gemeinsam mit der Rockband Blue October war The Soldier Thread in Illinois, Wisconsin, Missouri, Nebraska, Ohio, New York, Massachusetts, Pennsylvania, Maryland, North Carolina, Georgia und Florida zu sehen. Im November 2012 gab die Gruppe ihre Auflösung bekannt. Patricia Lynn und Dwight Baker gründeten die Gruppe The Wind and the Wave.

## Diskografie

### EPs
- 2007: Fevers and Fireworks
- 2009: Shapes
- 2012: Matador

### Alben
- 2010: In Spades

### Singles
- 2008: Cannons
- 2010: Fractions